# أحمد بن محمد المنقور
أحمد بن محمد بن أحمد بن حمد المنقور (1067 هـ - 1125 هـ) فقيه حنبلي له اشتغال في التاريخ. وهو مؤرخ من بلدة سدير دوّن تاريخ المنطقة وخاصة في سدير في وقت قل فيه من كتب عن تلك الحوادث وتواريخها، فكل كتاباته من مخطوطات تعتبر وثيقة تاريخية قيمة وفريدة عن هذه الفترة .

## اسمه ونسبة
أحمد بن محمد التميمي النجدي، الشهير بالمنقور، ينتهى نسبة إلى سعد بن زيد مناة التميمي، والمنقور لقب له .

## مولده ونشأته
ولد الشيخ المنقور في الثاني عشر من ربيع الأول عام 1067هـ، في حوطة سدير ونشأ وترعرع فيها، فقد والدته وهو في الثانية عشر من عمره، وفقد والده بعد عشر سنوات من وفاة والدته.
رُزق الشيخ أحمد بأول مولود أرّخ له في كتابه عام 1092هـ ، وأسماه محمد، ثم إبراهيم ثم بنت اسماها غالية وبعدها بنت أسماها هيفاء ثم ولد عبد الرحمن وآخرهم بنت أسماها موضي، وقد أرّخ مولدهم جميعاً في تاريخه المخطوط.

## رحلاته للحج
ذكر الشيخ في تاريخه إلى أن أول حجة له كانت عام 1091هـ ثم تتالت بعد ذلك حجاته فقد حج في عام 1092هـ، ثم عام 1093هـ، وقد زار المدينة المنورة بعد أن حج عام 1096هـ، وتعدد حجاته في زمن كُثرت فيه الحروب والفتن و مخاوف الطريق، ولكن ذُكر عنه عزمه على الجح وذلك لورعه ودينه وقناعته .

## طلبه للعلم
زار الرياض لطلب العلم على عبد الله بن محمد بن ذهلان قاضي الرياض، قرأ عليه (متن الإقناع)، واجتمع له مع ذكائه الفطري، حسن التصرف في طريقة الدراسة ساعدته على استيعاب ما يدرس واستعادته، وهذا ساعد على تكوين حصيلة معرفية علمية اتسمت بشخصيته وأوجدت له مكاناً مرموقاً في مجتمعه، وفي مجتمع علماء نجد حتى اليوم، حيث كان حريص على تسجيل كل ما يتعلمه ويؤرخه.

### علمه وتلاميذه
اشتهر الشيخ بمهارته التامه بـالفقه فقد عُرف عنه فقيهاً ضليعاً وله دراية، جمع الكثير من الكتب وخط بيده بعضها واشتهر له مجموع أسماه (الفواكة العديدة) حيث وجد فيه علماء زمنه ومن تلاهم أغلب المشاكل التي يواجهها القضاة في نجد من أمور تتعلق بـالأوقاف والسبل والنخل والحبوب والبساتين وينظم حياتهم اليومية، وقال عن هذا الكتاب (وبعد، فهذه مسائل مفيدة، وقواعد عديدة، وأقوال جمّة وأحكام مهمة لخصتها من كلام العلماء ومن كتب السادة القدماء، وأجوبة الجهابذة الفقهاء، غالبها بعد الإشارة من شيخنا وقدوتنا الشيخ عبد الله بن محمد بن هذلان، لزيادة فائدة أو تقرير قاعدة، أو إيضاح إشكال أو جواب).

## مؤلفاته
- تاريخ الشيخ المنقور: تاريخ الشيخ أقرب ما يمكن أن يقال عنه أنه تاريخ مختصر لسدير، معظمة عن النواحي الحربية والنزاع بين البلدان فيها، وفيه أخبار متناثرة قليلة، عن بعض النواحي العمرانية والزراعية و الأمطار والخصْب و الجدب . و يمكن الجزم إلى حد كبير أن الحوادث التي سجلت عن فترة حياة الشيخ كانت تُسجل لأول مرة وجاءت نتيجةً لمشاهدة الشيخ لها، أو سماعة عنها، كما عُرف عنه كتاب المناسك.
- المجموع فيما هو كثير الوقوع: جمع فيه فتاوي القرنين 11 و12 هجري.
- جامع المناسك الثلاثة الحنبلية.
- الفواكه العديدة في المسائل المفيدة.

## وفاته
توفي الشيخ ابن منقور في السادس من جمادي الأولى عام 1125هـ وعمره 58 ، ويبدو انه توفي في سدير في حوطتها .